# Concrete (fumetto)
Concrete è un personaggio dei fumetti, protagonista dell'omonima serie, creato dal disegnatore e sceneggiatore statunitense Paul Chadwick nel 1986.

## Trama
Ron Lithgow è un ghostwriter incaricato di scrivere i discorsi per un senatore statunitense. Si ritrova improvvisamente imprigionato nel corpo di un gigante di pietra dalla massa voluminosa, dotato di incredibile forza, resistenza, super vista e praticamente indistruttibile. Il mistero sulle sue origini viene svelato progressivamente e nelle prime avventure del bizzarro personaggio non vengono forniti indizi. Il governo lascia intendere che il gigante sia un automa risultato di esperimenti scientifici. Si apprenderà successivamente che Ron Lithgow è stato rapito dagli alieni, il suo cervello impiantato nel corpo di una possente creatura di roccia e quindi liberato.
Concrete è oggetto di studio da parte di una giovane scienziata, Maureen Vonnegut; tra i due si instaura una relazione complicata, più di un'amicizia ma non proprio amore.
Nelle avventure compaiono spesso il cane Tripod, con solo tre zampe a causa di un incidente, e Larry Munro, il segretario e aiutante di Concrete, che sarà vittima di un rapimento nella storia Concrete:Killer Smile.

## Storia editoriale
La prima idea per il personaggio, che sarebbe in seguito diventato Concrete, fu proposta alla casa editrice Marvel Comics da Paul Chadwick che voleva sviluppare il personaggio della Cosa in modo innovativo e anticonvenzionale. L'idea non fu accettata dall'allora editor della "casa delle idee" Jim Shooter il quale temeva che l'opinione che i lettori avevano del personaggio venisse eccessivamente stravolta dalla nuova impostazione. L'editor, comunque, espresse apprezzamenti per il fumetto e consigliò Chadwick a non abbandonare il personaggio, suggerimento che il fumettista seguì. La genesi del personaggio è evidente nelle chiara somiglianza tra la fisionomia di Concrete e quella della Cosa.
Concrete è apparso per la prima volta negli USA nella storia Lifestyles of the Rich and Famous, pubblicata sul numero d'esordio della rivista mensile Dark Horse Presents, nel luglio del 1986. Le successive storie sono uscite a cadenza mensile sulla stessa rivista fino al numero 6, diluendo poi l'uscita bimestralmente fino al numero 22 del settembre 1988. La popolarità acquisita dal personaggio spinse la casa editrice, nel frattempo, a dedicare a Concrete una serie tutta sua il cui primo numero uscì in edicola nel marzo del 1987. In tali albi bimestrali Paul Chadwich concentrò le storie di più ampio respiro riservando le avventure più brevi per la pubblicazione su Dark Horse Presents. L'albo Concrete interruppe la stampa al decimo numero ma alcune storie dello strano personaggio continuarono a essere ristampate in varie pubblicazioni e raccolte. In alcune occasioni Paul Chadwich realizzò anche delle nuove brevi storie, abbandonando il bianco e nero che caratterizzava le prime tavole, rielaborando a colori alcune vecchie avventure. L'ultima apparizione di Concrete è del 2011 sul numero di agosto di Dark Horse Presents.
In Italia Concrete è apparso per la prima volta sul numero 6 della rivista Cyborg nel luglio del 1993 con le storie Vivere da ricchi e famosi e Sotto le stelle del deserto. A partire dal 2013 la casa editrice Panini Comics ha raccolto tutte le avventure di Concrete pubblicate in una serie di sette volumi.

## Caratteristiche
Concrete è decisamente un supereroe atipico:
la sua origine aliena e le incredibili doti sono solo un pretesto narrativo per sviluppare, al contrario, delle storie estremamente realistiche e incentrate su temi concreti come, ad esempio, l'ecologia, la protezione dell'ambiente, la politica, la fama e l'amore, argomenti questi trattati con umorismo ma nel contempo con attenzione e profondità.
Il fumetto è una metafora progressista e istruttiva sull'inadeguatezza e sull'handicap che racconta l'impossibilità del protagonista ad avere relazioni normali costretto a vivere in un corpo che, seppure indistruttibile lo limita nelle attività quotidiane.
Le storie sono disegnate in bianco e nero e il tratto richiama molto la Ligne claire francese mentre i disegni rivelano la propensione dell'autore ad artisti quali Jack Kirby, Hermann, Hugo Pratt, Carlos Giménez e Moebius. Il taglio cinematografico è evidente nella composizione delle tavole, nelle inquadrature e nella coordinazione tra testi e immagini, caratteristiche queste che provengono dalla pregressa esperienza di Paul Chadwick come realizzatore di storyboard per il cinema.

## Premi
Il fumetto di Paul Chadwick ha riscosso positivi commenti da parte della critica e, anche se non ha mai raggiunto vendite di riguardo, ha vinto numerosi premi.

### 1988
Nel 1988 Concrete ha ricevuto i seguenti premi:
- Eisner Award per la migliore serie nuova (New Series);
- Eisner Award per la migliore serie regolare (Continuing Series);
- Eisner Award per la migliore serie in bianco e nero (Black and White Series);
- Harvey Award assegnato a Paul Chadwick come miglior fumettista (Best Cartoonist);
- Golden Apple Award per la migliore serie regolare (Regular Series).

### 1989
Nel 1989 Concrete ha ricevuto i seguenti premi:
- Eisner Award per la migliore serie regolare (Continuing Series);
- Eisner Award per la migliore serie in bianco e nero (Black and White Series);
- Eisner Award assegnato a Paul Chadwick come migliore scrittore/disegnatore (Writer/Artist).
- Harvey Award assegnato a Paul Chadwick come miglior fumettista (Best Cartoonist);

### 1991
Nel 1991 all'albo Concrete Celebrates Earth Day è stato assegnato l'Eisner Award per la migliore storia o singola uscita (Story or Single Issue).

### 1992
Nel 1992 Concrete: Fragile Creature ha ricevuto l'Eisner Award per la migliore miniserie (Finite Series).

### 1994
Nel 1994 Paul Chadwick ha ricevuto l'Inkpot Award.

### 1996
Nel 1994 alla serie Concrete: Think like a Mountain  è stato assegnato il Parents Choice Award.

### 2005
Nel 2005 Paul Chadwick ha ricevuto i seguenti premi:
- Eisner Award come migliore scrittore/disegnatore (Writer/Artist);
- premio assegnato dalla National Cartoonists Society Division nell'ambito del Reuben Award.